# Ger van Iersel

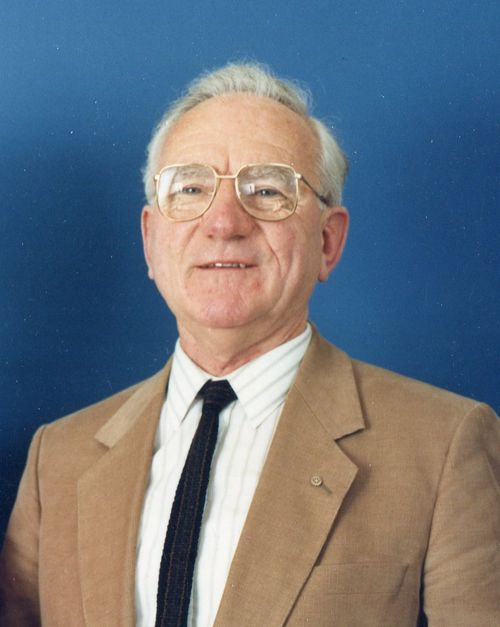
Gerrit van Iersel

Gerrit (Ger) van Iersel (Rotterdam, 2 januari 1922 - 27 maart 2014) was een Nederlandse beeldhouwer, schilder en keramist.

## Leven en werk
Van Iersel studeerde aan de Rotterdamse Academie voor Beeldende Kunsten en Technische Wetenschappen. Hij was vooral in Rotterdam en omgeving werkzaam als beeldhouwer, monumentaal kunstenaar, glasschilder, schilder, tekenaar, wandschilder en keramist. Na de Tweede Wereldoorlog was hij als kunstenaar betrokken bij vele wederopbouwprojecten in het Rotterdamse centrum.
In 1962 kreeg hij de, in 1959 ingestelde, Rotterdamse Laurenspenning en in 2007 de Lutherpenning van de Evangelisch Lutherse Gemeente in Rotterdam. Hij overleed op ruim 92-jarige leeftijd.

## Enkele werken
Een sculptuur zonder titel (1983) staat op de campus Woudestein. Het beeld werd geschonken door de Stichting Universiteitsfonds Rotterdam en is een eerbetoon aan B.J. de Boer en ter van het 14de lustrum van de universiteit. Het werd op 8 november 1983 onthuld en staat bekend onder de naam Alma Mater (milde, gevende moeder).
- Muurschildering De gekruisigde (1952), consistoriekamer Lutherse Andreaskerk in Rotterdam
- Gebrandschilderde vensters (1959)[3], Lutherse Andreaskerk aan de Heer Vrankestraat in Rotterdam
- Glasschildering (1959), Openbare Lagere School Einsteinlaan in Apeldoorn
- Betimmering met parketintarsia (1959), luxe hut A-dek van de SS Rotterdam
- Glas-in-betonraam De gekruisigde (1960)[4], Pauluskerk in Rotterdam - kerk is inmiddels gesloopt, venster is in opslag
- Geappliceerd en gebrandschilderd glas (1964), Antwoordkerk Hoogvliet
- Glasappliquéraam (1968) in de Adventskerk aan de Lindenlaan 49 in Assen, aan de rand van het terrein van GGZ Drenthe.
- Mozaïek Duif en regenboog (1969), Develsingel in Zwijndrecht
- Ceramische cirkel (1975), Rogaland in Capelle aan den IJssel
- Geappliceerd glas (1977), revalidatiecntrum, Ringdijk, Rotterdam

## Fotogalerij

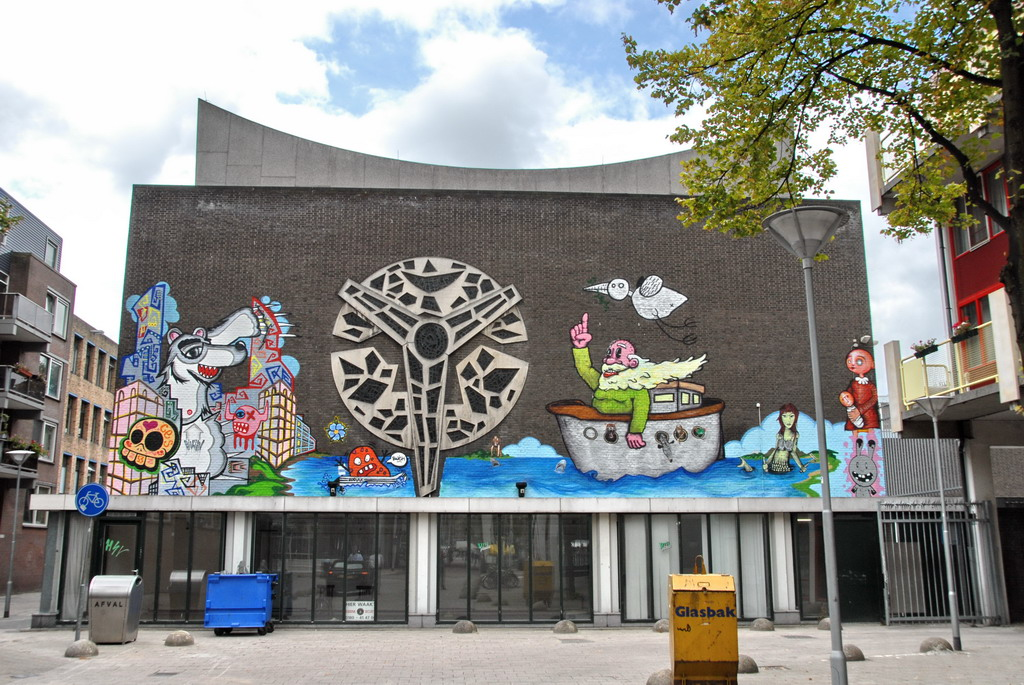
De gekruisigde (1960), Pauluskerk (enkele jaren voor de sloop), Rotterdam
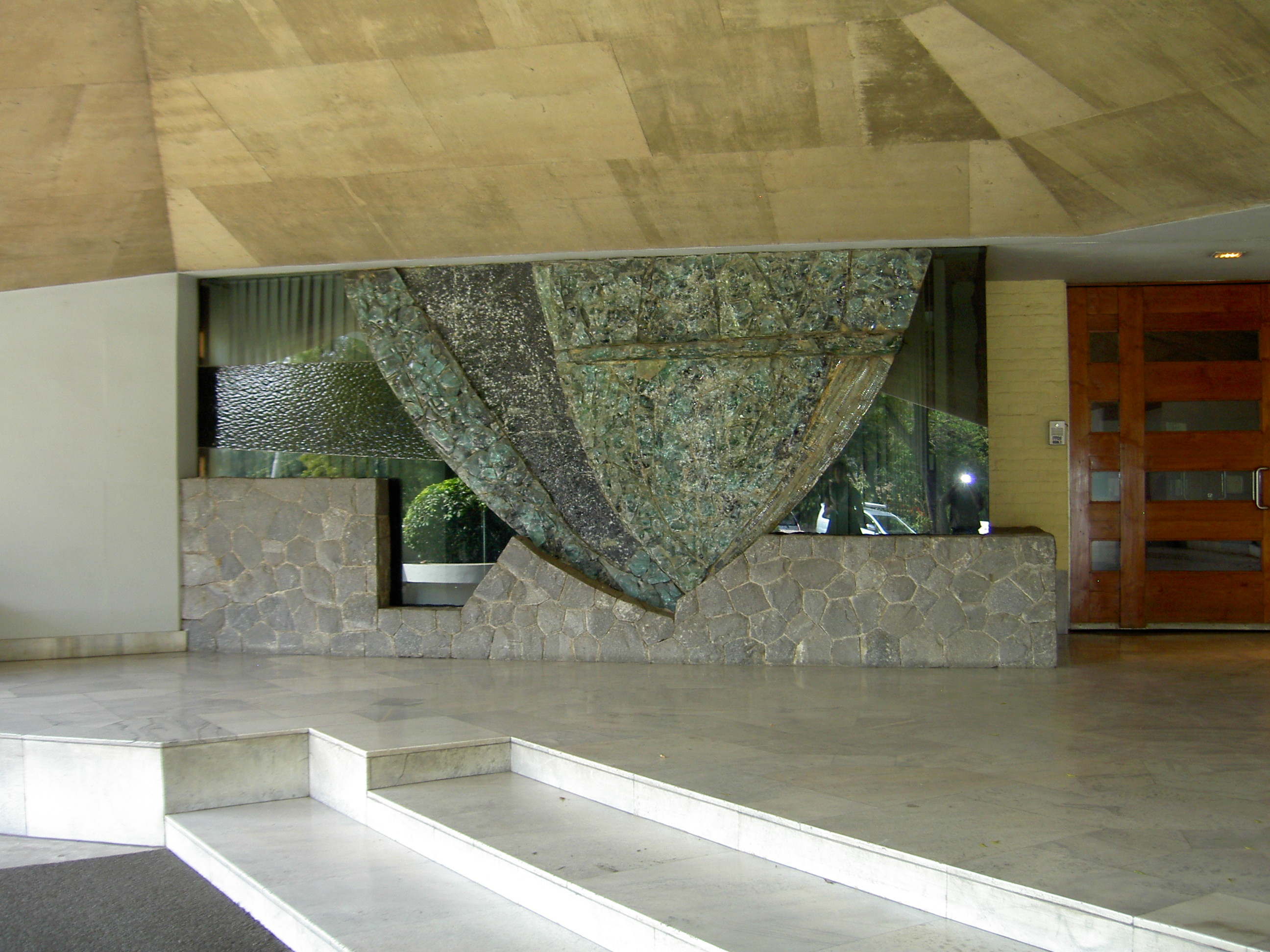
Geappliceerd glasraam (1967), Nederlandse ambassade New Delhi
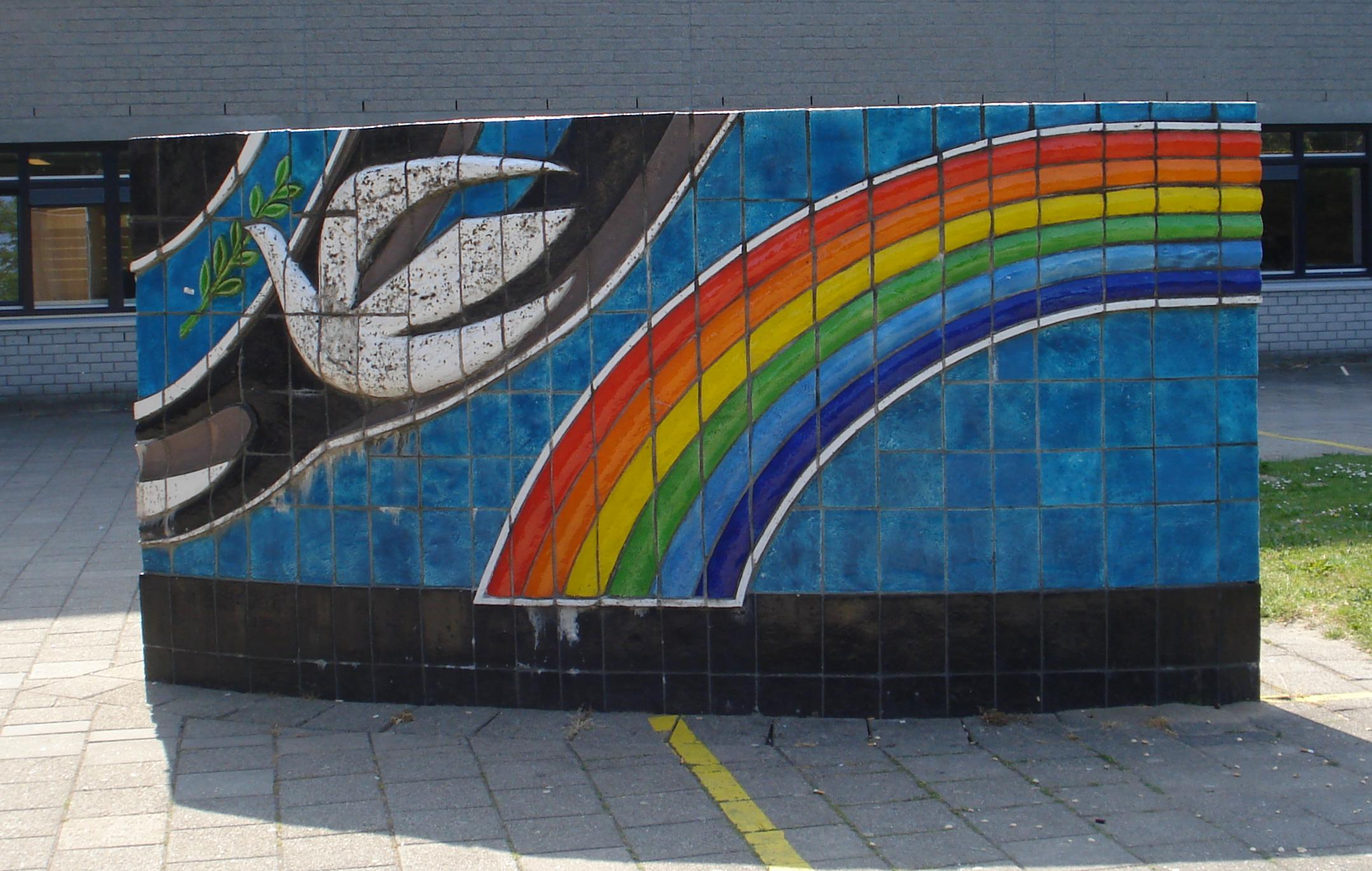
Duif en regenboog (1969), Zwijndrecht
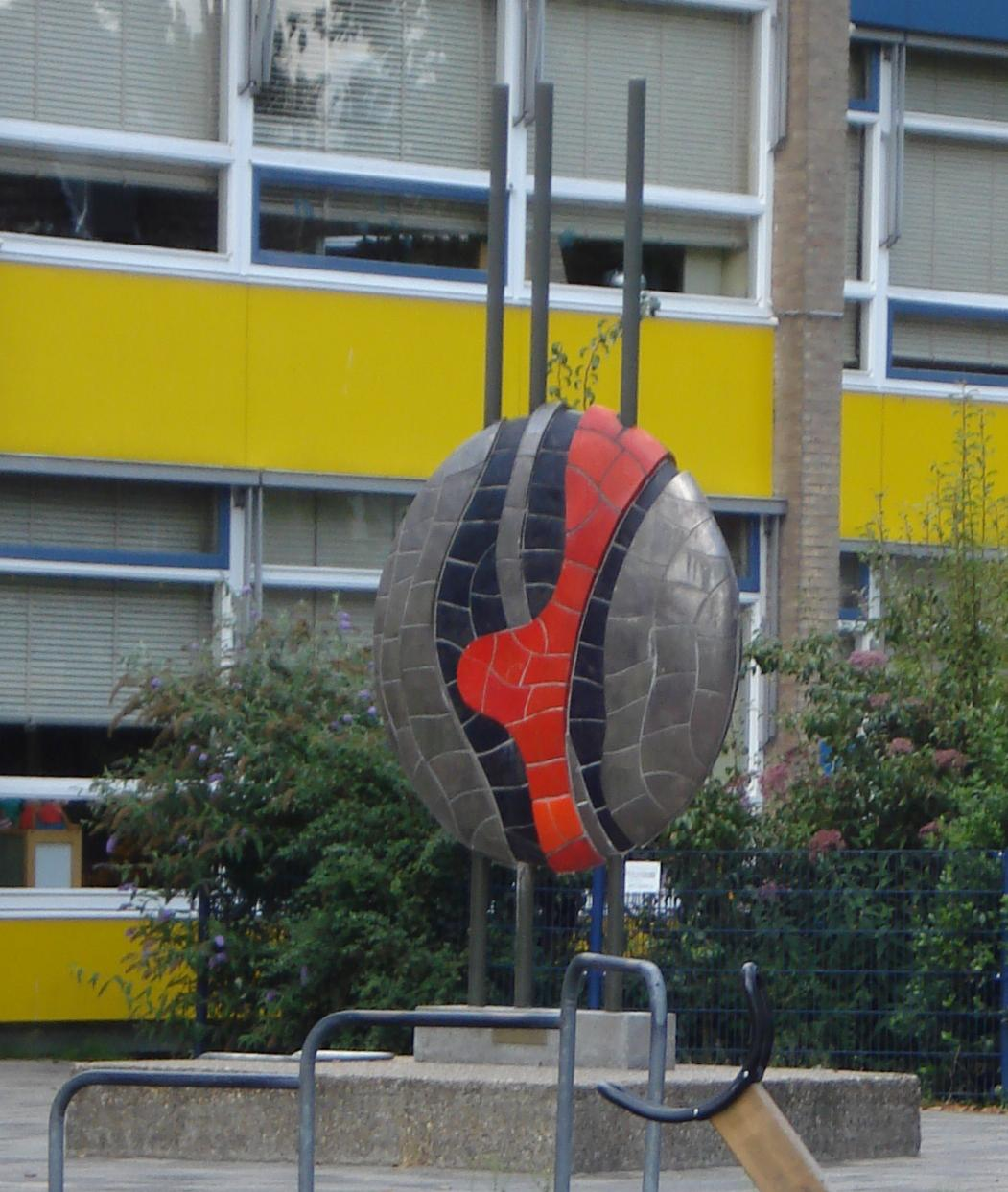
Ceramische cirkel (1975), Capelle aan den IJssel
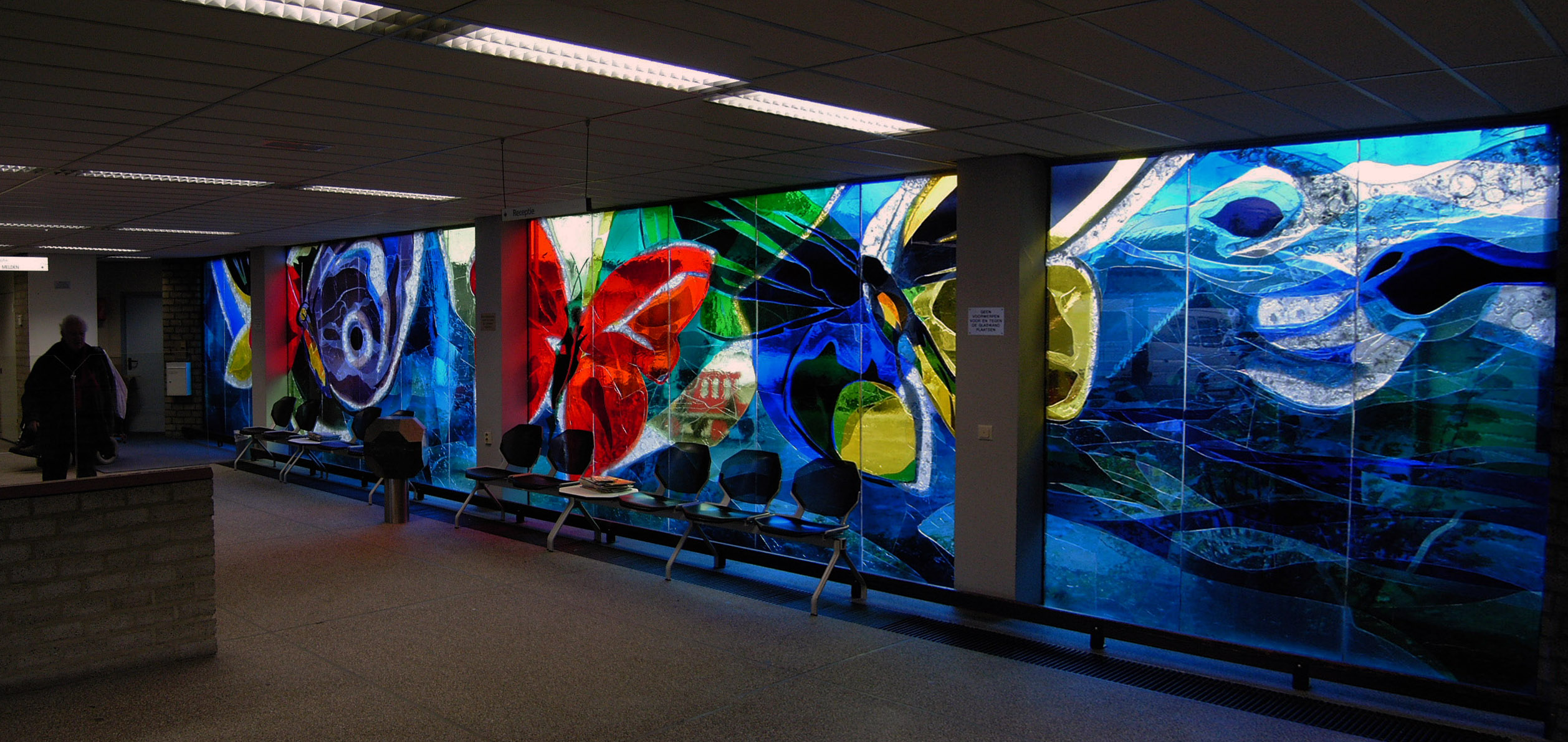
Vlinders en water (1977), revalidatiecentrum, locatie Ringdijk, Rotterdam
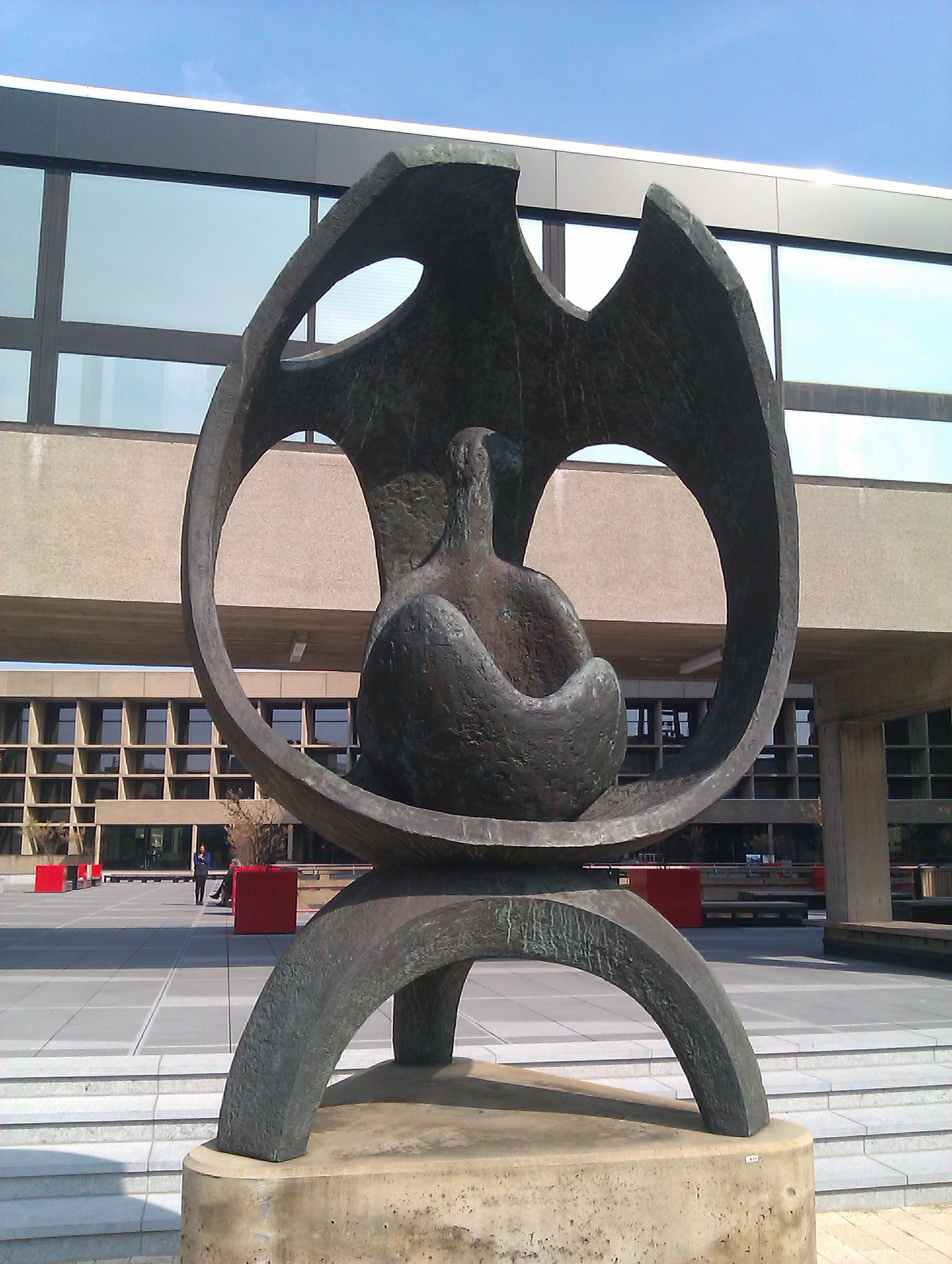
Zonder titel (Alma mater) 1983, Campus Woudestein, Rotterdam
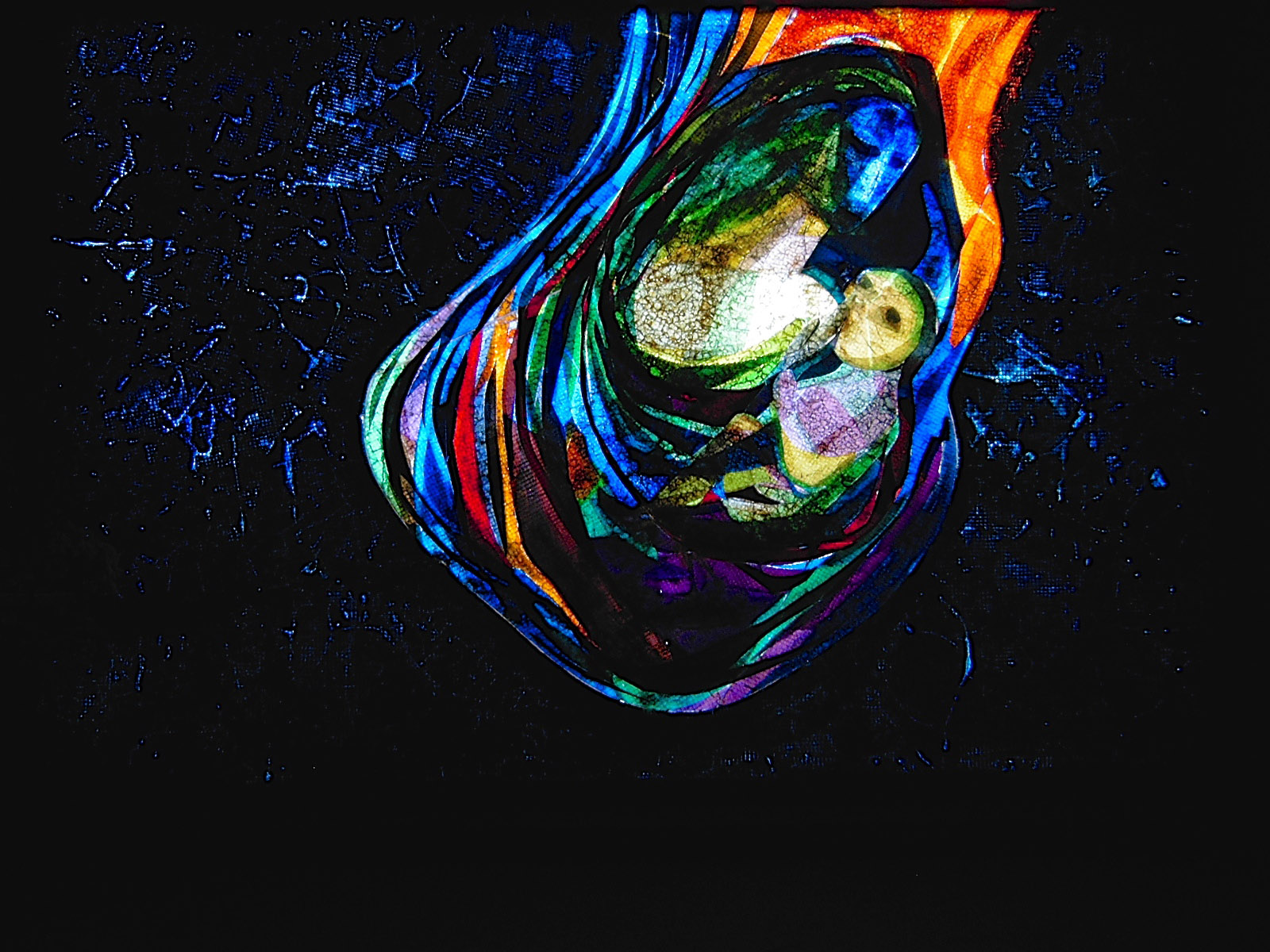
"Moeder met kind", glas applicatie
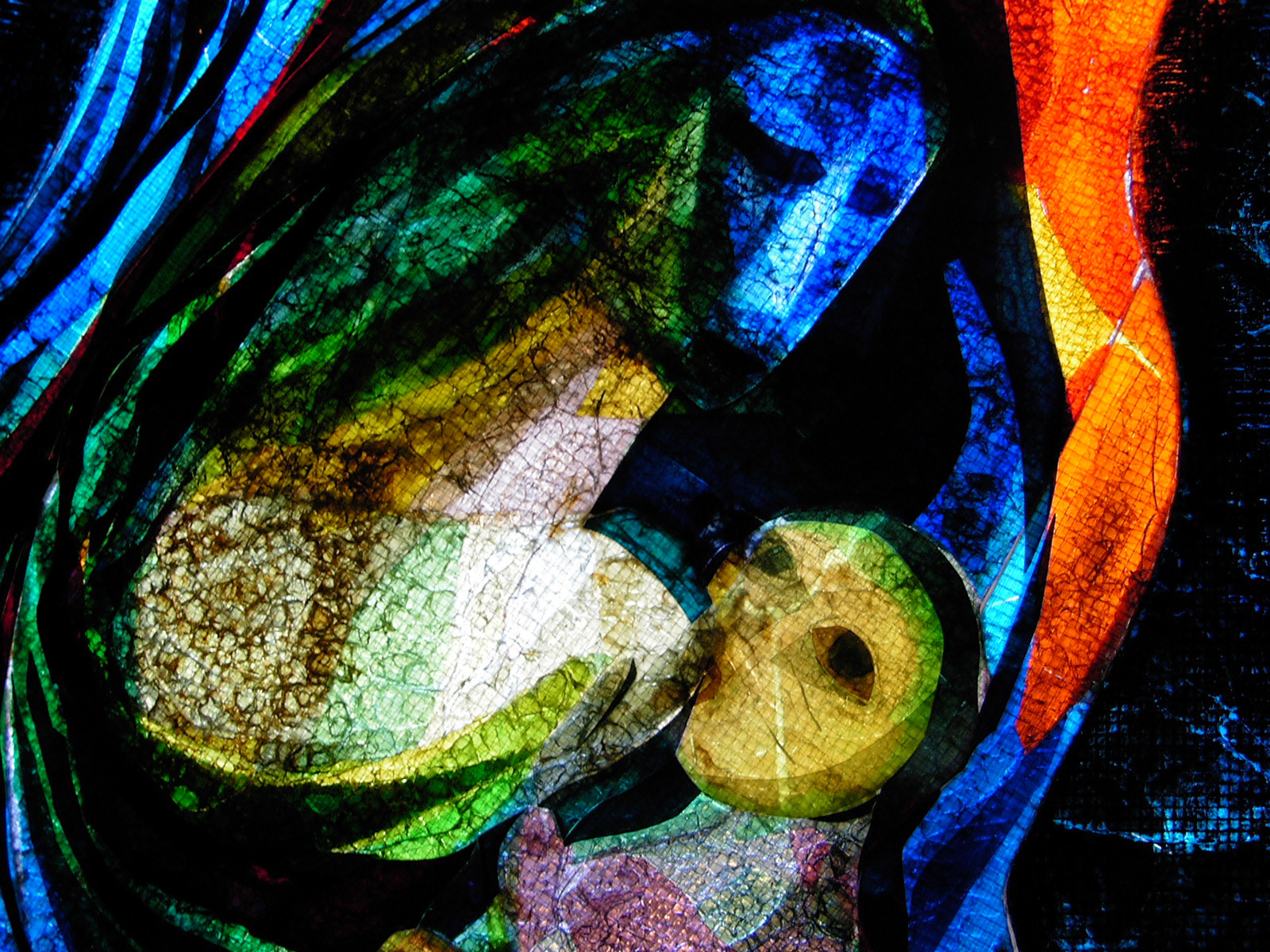
"Moeder met kind" detail